# Mammal Review
Mammal Review est une revue scientifique en langue anglaise sur la zoologie publié par Wiley-Blackwell pour The Mammal Society. Il couvre tous les domaines de la biologie et de l'écologie autour des mammifères.
Le journal a un RearchGate Journal Impact calculé à 4,61 en 2015-2016, ce qui en fait un journal référent en zoologie.